# Résine
Pour les articles homonymes, voir Résine (homonymie).

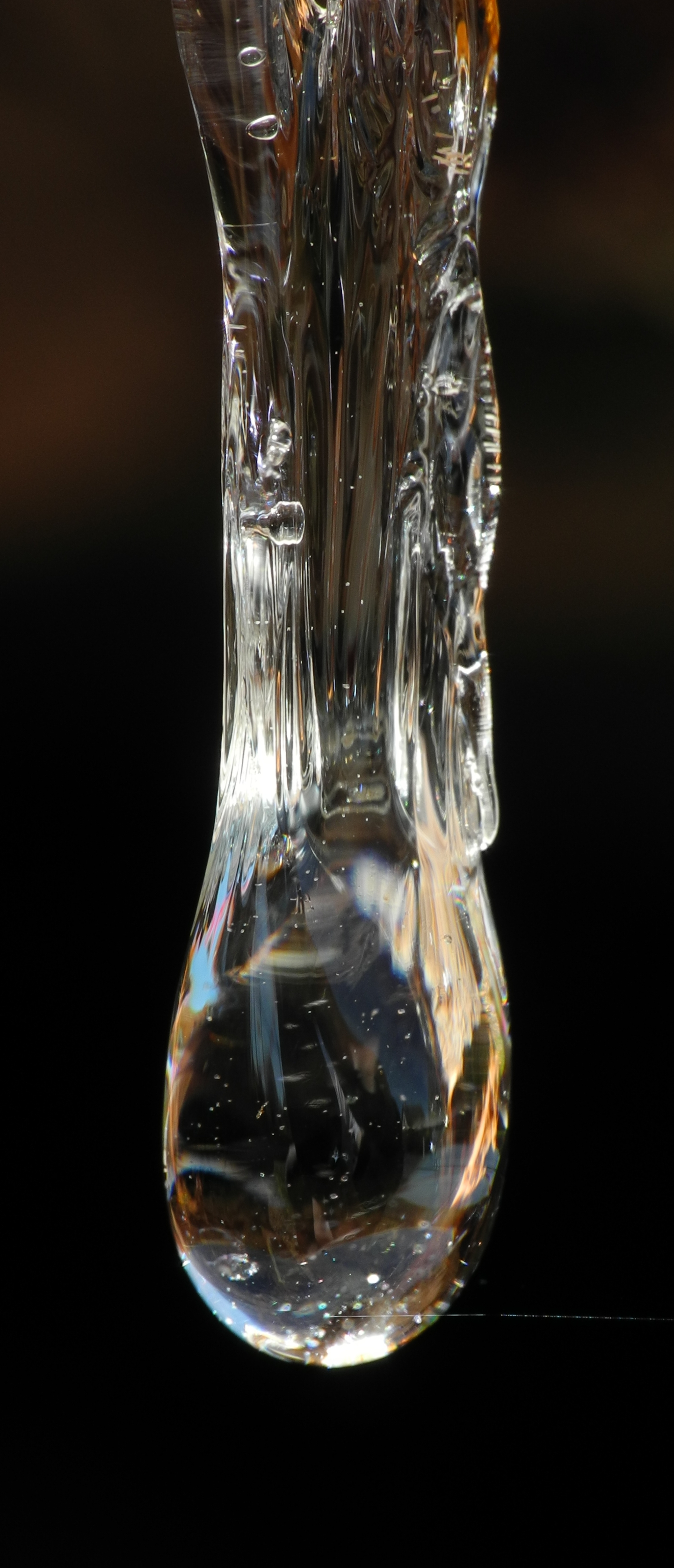
Une goutte de résine.

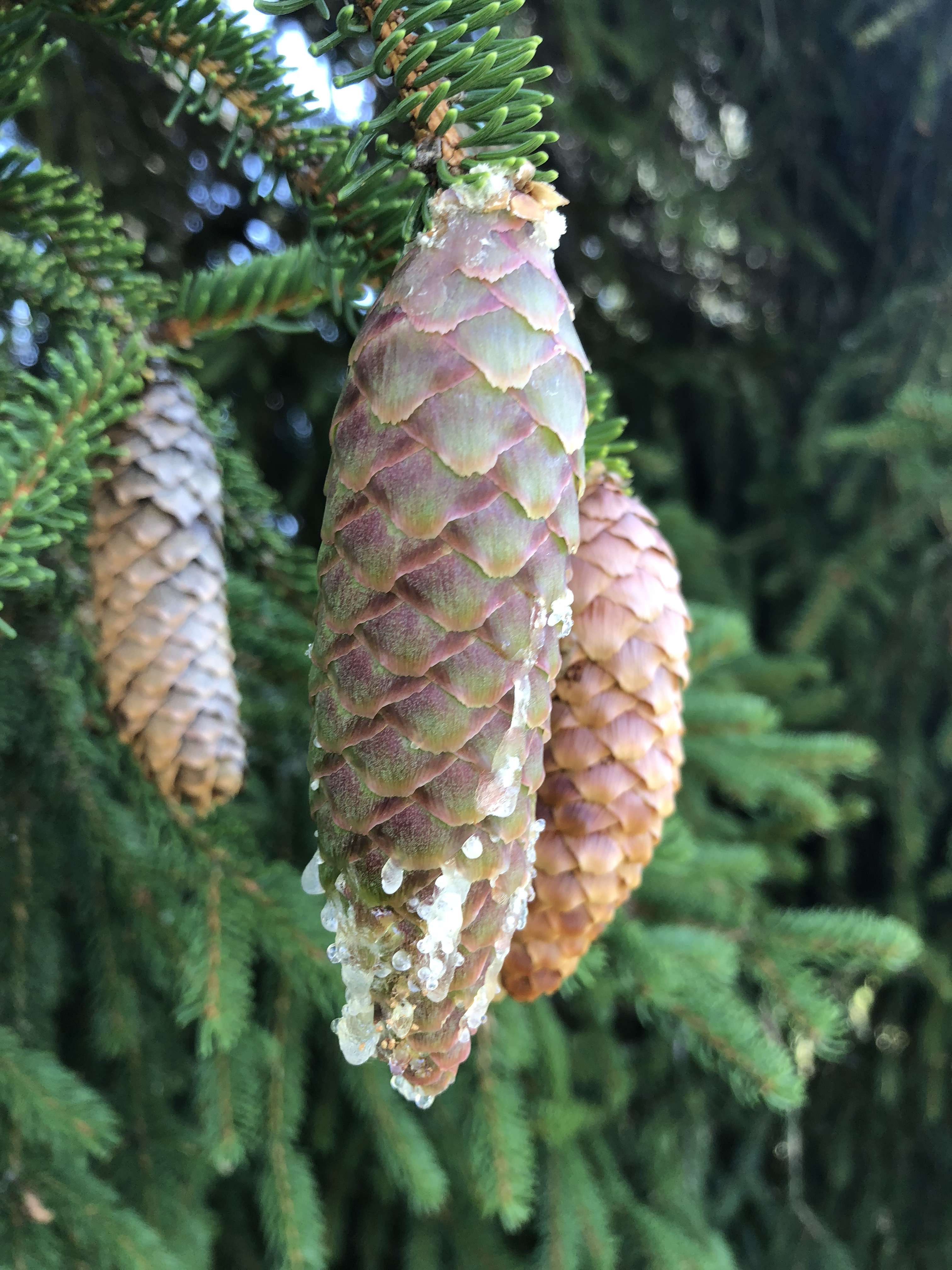
Résine s'échappant d'un cône d'épicéa.

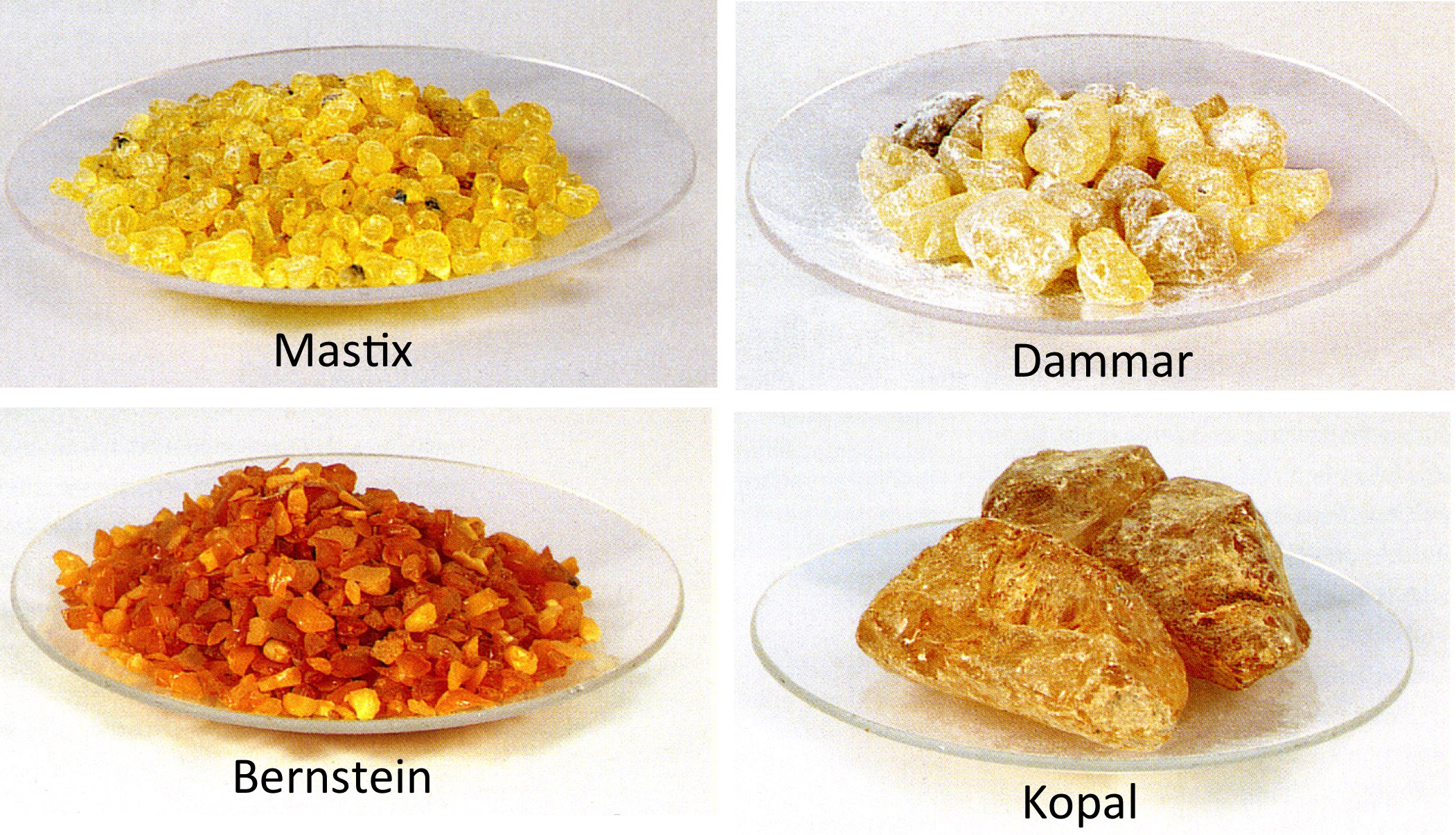
Résines naturelles qui étaient/sont utilisées dans la peinture sur panneau européenne.

Les résines sont essentiellement divisées en résines naturelles et en résines synthétiques.
Les résines naturelles sont des mélanges de produits végétaux solides, amorphes, non volatils et lipophiles. Après des blessures naturelles ou artificielles, elles émergent sous forme de masse visqueuse de certaines plantes, principalement des arbres. Elles sont dissoutes dans une huile essentielle comme l'essence de térébenthine — on les appelle alors « baumes » (en) ou « oléorésines ». Les résines émergent de la plante sous forme d'émulsions, ou de suspensions, dans des solutions aqueuses de mucilage, avec un peu d'huile essentielle ; après séchage, elles sont appelées « gomme-résine ».
Les résines servent probablement[réf. nécessaire] aux plantes principalement pour refermer les blessures et éloigner les insectes nuisibles. Dans le cas des baumes, la masse visqueuse durcit au fur et à mesure de l'évaporation des huiles essentielles, laissant la résine plus ou moins dure, jaunâtre à brunâtre. Les résines naturelles pures deviennent molles et finalement liquides lorsqu'elles sont chauffées. Elles sont presque insolubles dans l'eau, mais sont solubles dans les huiles essentielles ou grasses et dans les solvants non polaires. Contrairement aux résines pures, les résines de gomme ont également une partie soluble dans l'eau avec le mucilage,.
Historiquement, les résines ont eu de nombreuses utilisations, notamment la médecine, en construction navale et pour la peinture comme liants et vernis. Aujourd'hui, les résines naturelles sont largement remplacées par des résines synthétiques, notamment dans l'industrie.
Les résines synthétiques sont utilisées aujourd'hui principalement dans le secteur industriel, mais aussi dans les secteurs artistiques et de la restauration. Dans l'industrie, elles servent d'intermédiaire réactif dans la production de matières thermodurcissables et sont des composants de peintures et d'adhésifs. Ce sont des solides mous ou des substances très visqueuses qui contiennent généralement des pré-polymères avec des groupes fonctionnels réactifs. Contrevenant aux recommandations de l'Union internationale de chimie pure et appliquée, les plastiques réticulés (plastiques thermodurcissables) sont parfois appelés « résines » dans l'industrie des plastiques. En peinture elles sont utilisées comme liant (peinture acrylique) et comme vernis de finition, en restauration comme liant pour les retouches et aussi comme vernis de finition.

## Résine naturelle

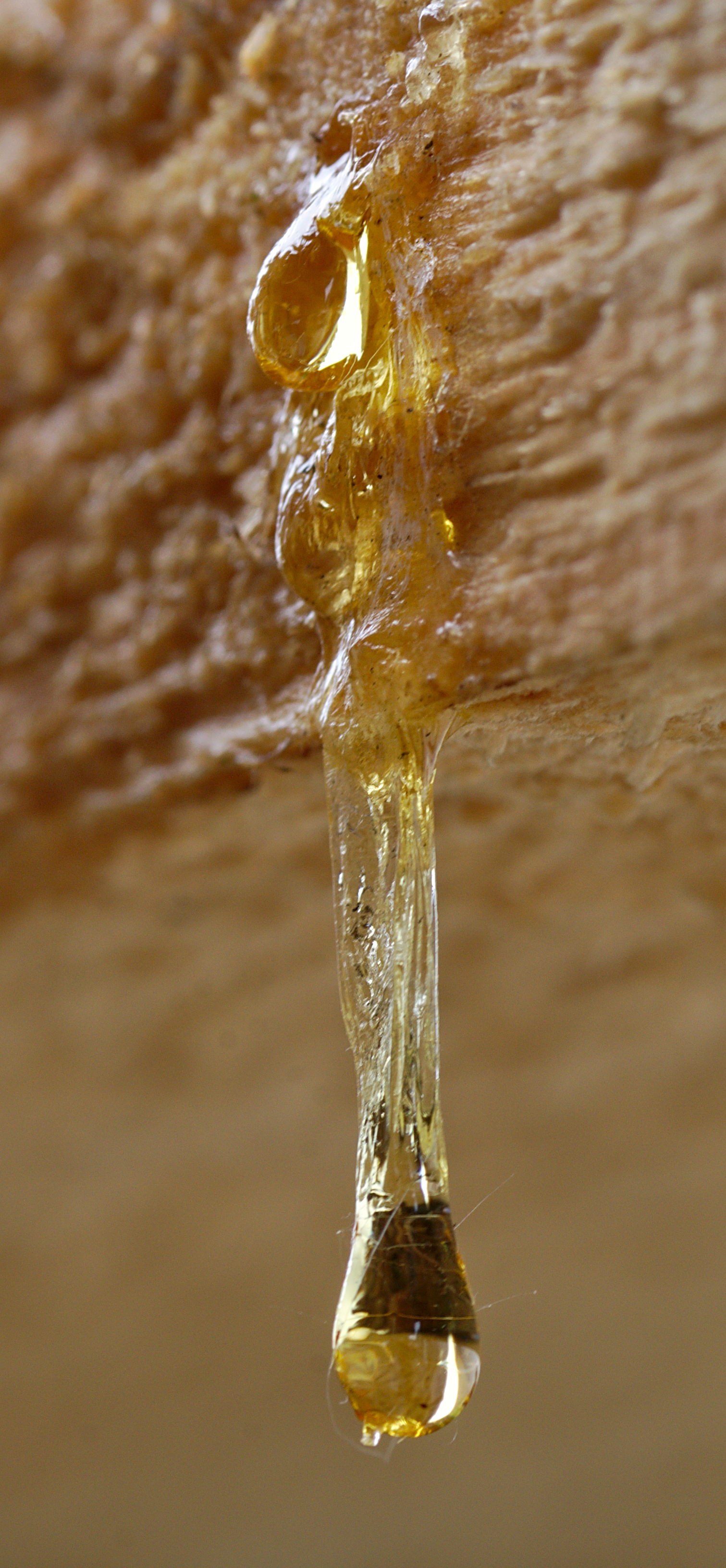
Résine exsudant du bois. Une goutte tire un fil avec une peau ridée qui durcit, suivie d'une goutte fraîche, ronde et brillante.

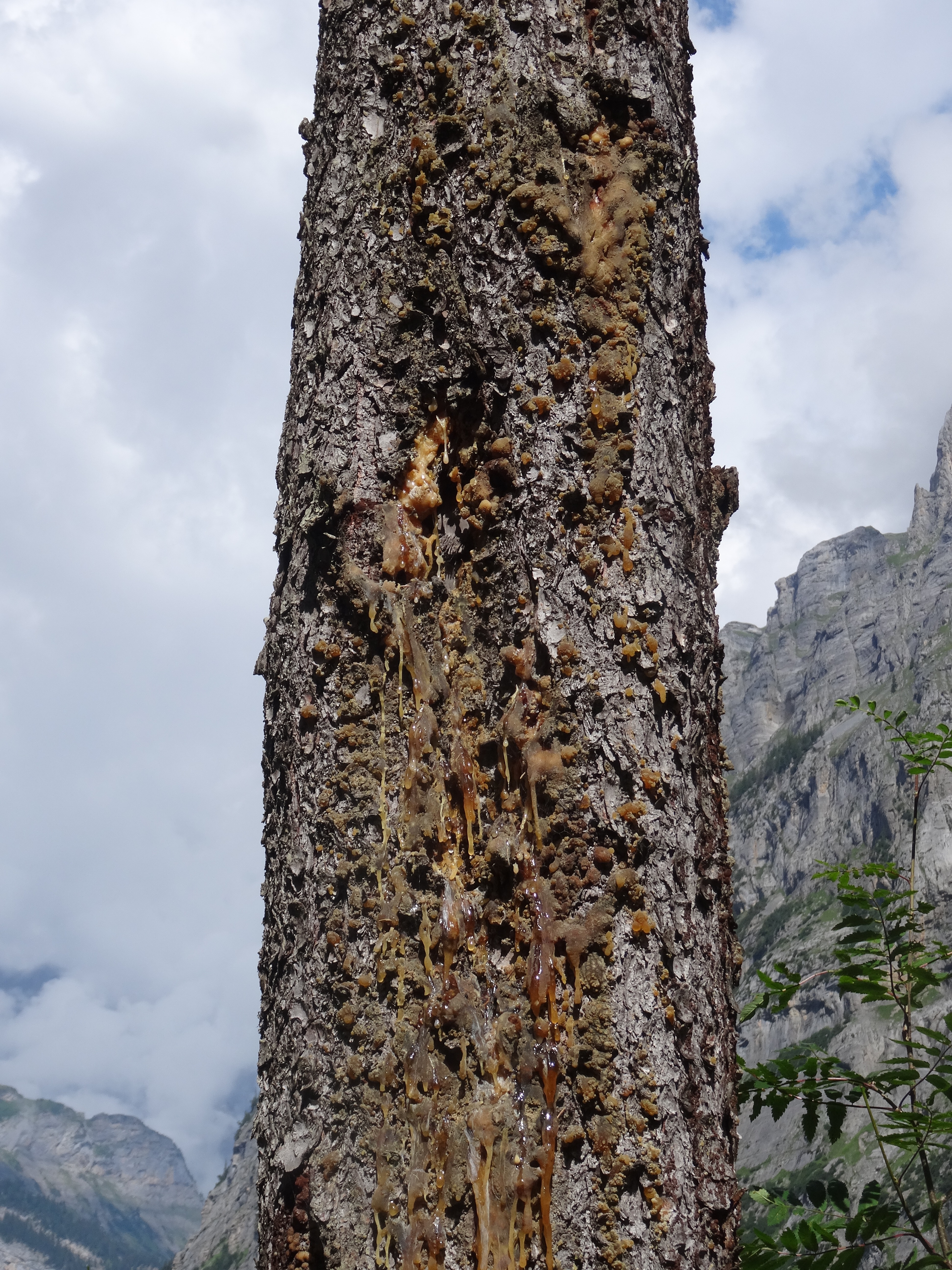
Résine sortant du tronc d'un épicéa commun.

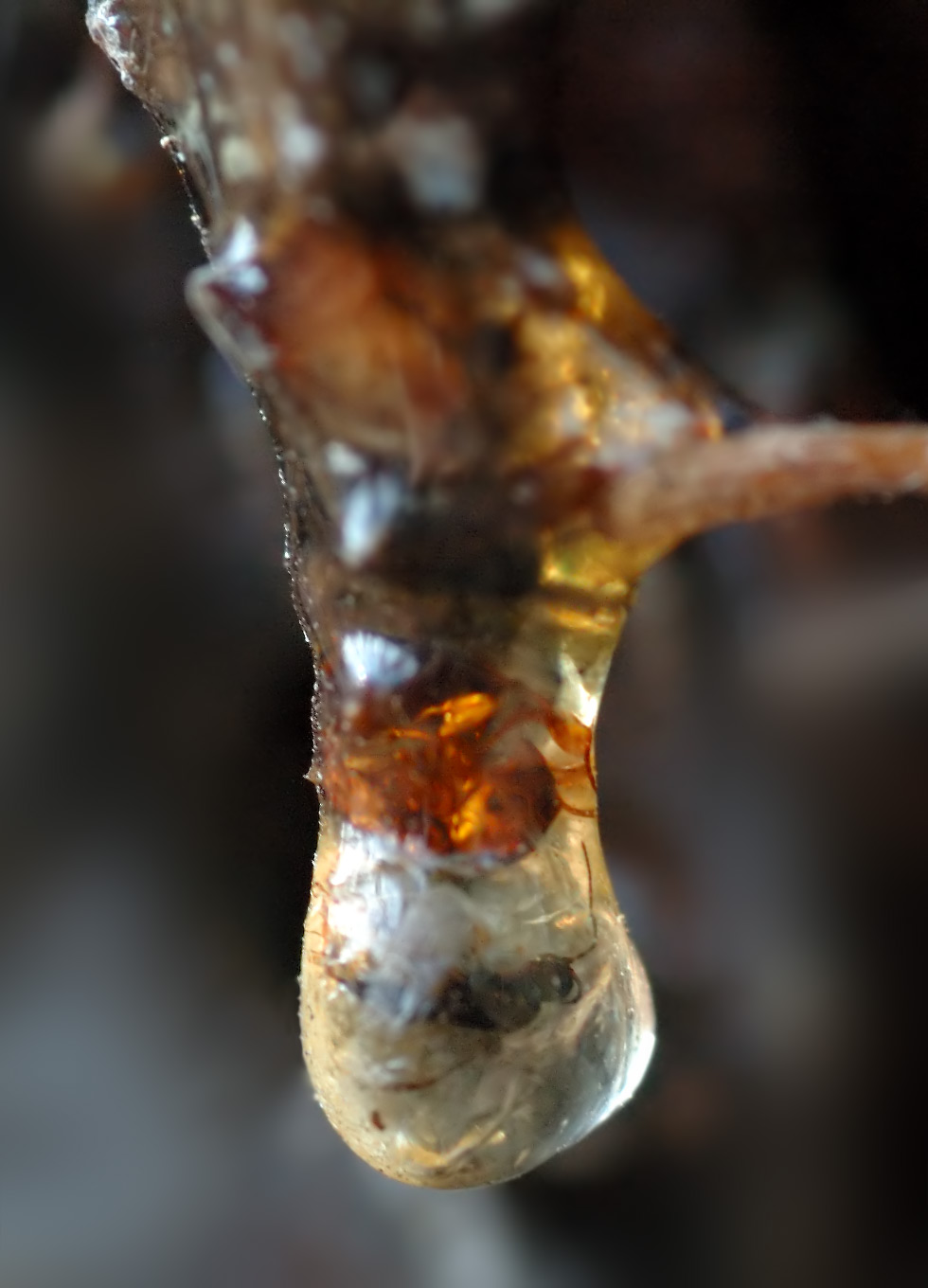
Sève d'arbre avec insecte piégé.

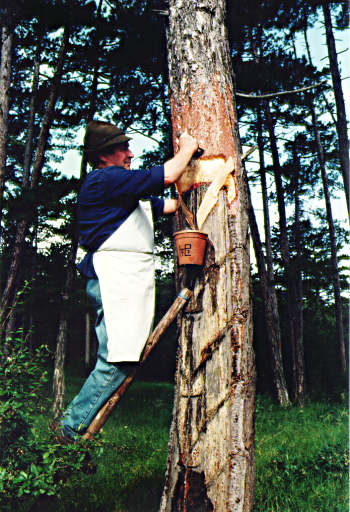
Gemmage.

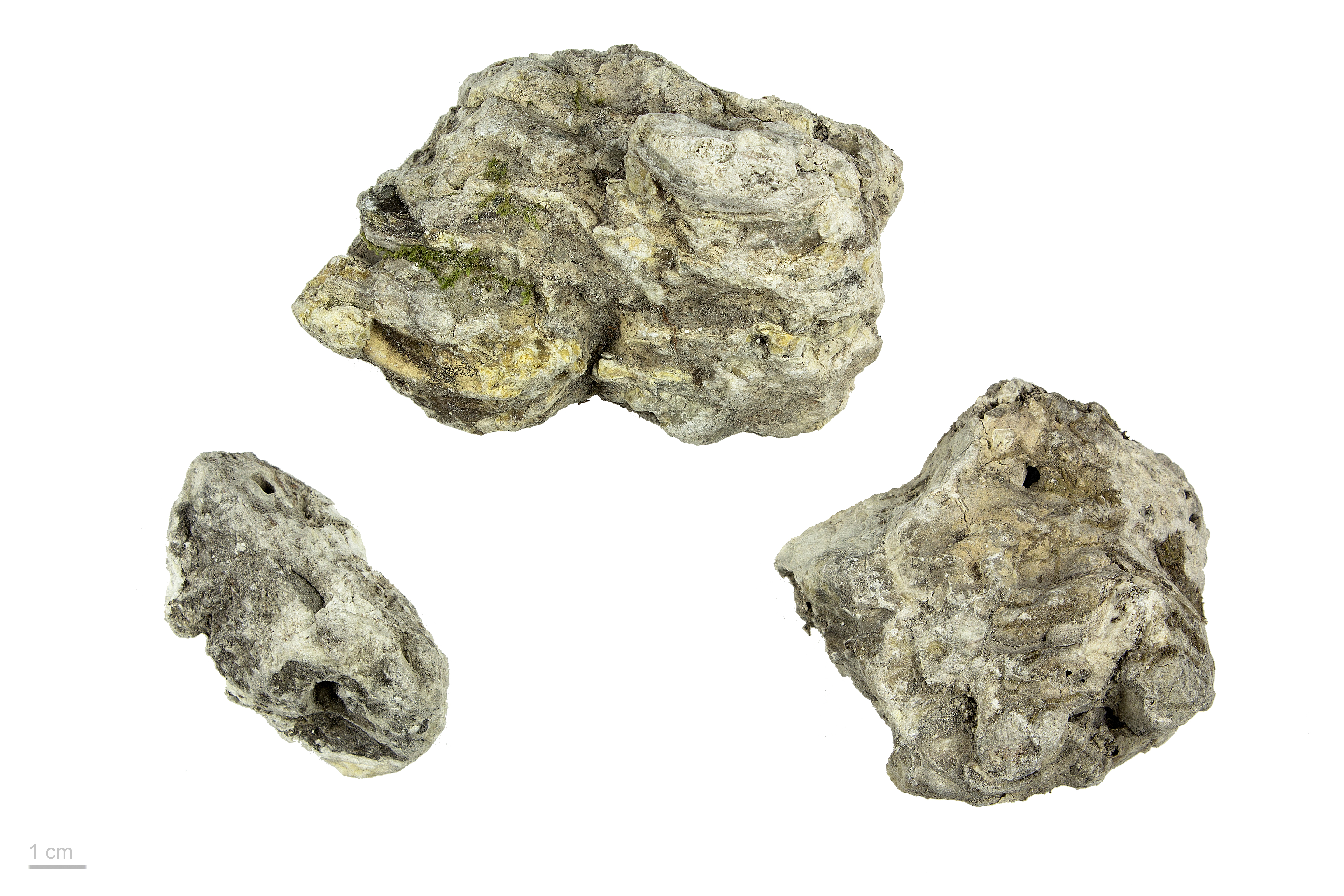
Résine de Protium Sp. du genre Balsamaceae.

Les résines naturelles sont un mélange de différentes substances chimiques. Les composés quantitativement prédominants sont les acides résiniques qui font partie des acides carboxyliques. Les résines fraîches sont encore constituées dans une mesure non négligeable de composés volatils et aromatiques. Si ceux-ci s'évaporent, le matériau restant devient de plus en plus dur. De plus, les réactions de polymérisation, de réticulation et d'oxydation conduisent à la solidification de la précipitation.
La résine que l'on trouve dans la plupart des utilisations des conifères, en particulier des pins (résine de pin), est un liquide visqueux, collant et à forte odeur. Il est facilement soluble dans l'huile, facilement soluble dans l'alcool et partiellement soluble dans l'essence, la térébenthine, également dans une solution d'ammoniaque.
On distingue les résines actuelles, fossiles ou semi-fossiles et fossiles récentes. Alors que les résines récentes proviennent d'arbres encore vivants aujourd'hui (térébenthine, baumes (en), gomme laque, colophane, sandaraque et mastic), les résines fossiles récentes sont issues d'anciens représentants d'espèces d'arbres, dont certaines existent encore aujourd'hui. Celles-ci sont appelées « copals ». La résine fossile est appelée « ambre ». Les arbres d'origine ne peuvent généralement plus être identifiés. On pense que l'ambre de la Baltique provient d'une espèce préhistorique de conifère. Les résines fossiles sont peu solubles dans l'alcool.
Les excrétions végétales sans fraction de résine sont majoritairement constituées de polysaccharides et sont solubles dans l'eau. Elles ne font pas partie des résines naturelles. Les gommes-résines sont des formes mixtes de composants hydrosolubles et résineux.

### Formation et extraction
Les résines d'arbres sont des métabolites secondaires des plantes, qui sont transportés à la surface de la plante via des canaux résinifères (voir aussi Biosynthèse des terpènes). Dans le cycle de vie normal, les arbres producteurs de résine produisent de la « résine physiologique ». Après les blessures, la quantité formée augmente, la « résine pathologique » sert à refermer la plaie.
L'extraction systématique de la résine des arbres se fait par gemmage (par un résinier). Les blessures artificielles sont causées par le grattage de l'écorce et la résine qui s'en échappe est recueillie dans un récipient. Les arbres utilisés comprennent le pin, le mélèze et cyprès de l'Atlas (l'arbre à sandaraque). Les résines d'arbres fossiles telles que l'ambre sont identifiées en criblant les zones riches en occurrence (par exemple, les plages), acquise par la prospection ou l'exploitation minière.

### Traitement et utilisation
Le produit de résine naturelle le plus connu est probablement la colophane, qui est principalement obtenue à partir de la résine de pin et d'épicéa et est utilisée dans de nombreux produits, par exemple comme adhésif pour pansements adhésifs, dans les chewing-gums et pour le traitement des cordes d'archet sur les instruments à cordes. La colophane est le résidu solide qui se produit lorsque la résine de conifère est chauffée après la distillation de l'essence de térébenthine. La colophane qui a été saponifiée avec un alcali ou modifiée avec de l'anhydride maléique par une réaction de Diels-Alder est utilisée dans la fabrication du papier pour le rendre hydrophobe. Ce processus, appelé « encollage », améliore l'inscriptibilité et l'imprimabilité du papier.
Les résines de conifères (térébenthine, mastic) et de feuillus (dammar) ont joué un rôle majeur dans la peinture à l'huile européenne. Ils servent depuis le XVe siècle en combinaison avec d'autres substances comme liants de pigments de couleur. La qualité des couleurs huile-résine présentait plusieurs avantages par rapport aux teintes utilisées précédemment, surtout elles permettaient une plus grande richesse de nuances, grâce à des transitions de couleurs plus douces, grâce à une meilleure miscibilité. La peinture à tempera, dont les liants sont des émulsions, et la peinture à la cire, encore antérieure, sont ainsi supplantées. De plus, les résines sont utilisées pour la fabrication de vernis depuis l'Antiquité.
En Grèce, la résine du pin d'Alep est ajoutée au vin, ce qui lui donne un arôme particulier. Ce vin est appelé « retsina ». Certaines résines tropicales telles que l'élémi et le copal et surtout la myrrhe et l'encens sont encore utilisées aujourd'hui comme encens.
Les substances extraites des résines naturelles déshydratées sont appelées « résines naturelles ». Elles sont utilisées comme intermédiaires dans l'industrie chimique, par exemple comme caoutchouc synthétique, pour les peintures navales ou pour la fabrication de pigments. Les savons à base de résines, également à usage industriel, sont appelés « drésinates ». La résorcine, un distillat de résines naturelles, est utilisée comme promoteur d'adhérence dans la construction de pneus, ainsi que dans la production de colorants, de plastiques, d'adhésifs et de retardateurs de flamme, et dans les produits pharmaceutiques.
Les vernis à l'alcool contiennent traditionnellement des liants tels que la colophane, le copal ou la gomme laque (ou aujourd'hui aussi des novolaques (en), des résines alkydes et des polymères vinyliques) dans des solvants organiques volatils comme l'éthanol :
- comme flux de brasage dans les soudures électroniques ;
- comme combustible pour lampe ou bougie ;
- comme substance intoxicante, par exemple le haschich, la résine de la plante de chanvre ;
- pour améliorer le maniement du ballon, par exemple au handball.

### Marché
Les besoins annuels de l'industrie chimique allemande en résines naturelles sont estimés à 31 000 tonnes (y compris les cires naturelles). Chaque année, l'Allemagne importe entre 5 000 et 16 000 tonnes de résines naturelles déshydratées. L'utilisation quantitativement prédominante des résines naturelles est la production de peintures, de vernis et d'adhésifs.

## Résine de synthèse
Selon la norme ISO 4618:2014 (Peintures et vernis — Termes et définitions), les résines synthétiques sont des résines produites synthétiquement par des réactions de polymérisation en chaîne, de polyaddition ou de polycondensation. Selon les conventions IUPAC, ce sont des solides mous ou des substances très visqueuses qui contiennent généralement des pré-polymères avec des groupes fonctionnels réactifs. Pendant le traitement, les résines synthétiques se composent généralement de deux composants principaux. Le mélange des deux parties (résine et durcisseur) donne une masse de résine réactive. Pendant le durcissement, la viscosité augmente et une fois le durcissement terminé, un plastique infusible (thermodurcissable) est obtenu. Selon l'IUPAC, les produits thermodurcissables ne doivent pas être appelés « résines ».
Les résines synthétiques peuvent être modifiées par des substances naturelles, par exemple des huiles végétales ou animales ou des résines naturelles, par exemple avec des résines alkydes. Cependant, les résines naturelles qui ont été modifiées par estérification ou saponification sont également appelées « résines synthétiques ». Au sens large et contrairement aux recommandations de l'IUPAC, dans l'industrie (surtout dans le monde anglo-saxon) tous les polymères qui forment la base des plastiques, des revêtements ou peintures organiques, etc., sont appelées « résines ». Ainsi, le polyéthylène est inutilement appelé « résine de polyéthylène ». L'ISO 472:2013 Plastiques - Terminologie crée un champ terminologique très hétérogène et peu utile. Le mot résine y est assimilé directement ou indirectement au mot plastique et au composé de moulage utilisé dans un processus de production ou généralement au polymère.

### Propriétés et traitement
Les résines synthétiques sont généralement des produits liquides ou solides amorphes sans point d'ébullition ou de fusion précis. Pour les applications techniques, les résines sont souvent disponibles sous forme d'émulsion ou de suspension ou sont produites sous cette forme. En principe, bon nombre de ces résines peuvent également être utilisées sous forme de solutions réelles, mais comme les solvants généralement nécessaires pour cela sont des composés organiques volatils, cette proportion est de plus en plus réduite. Avec les résines classiques, comme les résines phénoliques, le durcissement se fait par polycondensation ; elles sont appelées « résines de condensation » (de) et doivent être traitées sous haute pression. Les résines qui durcissent en thermodurcissables sans séparer les composants volatils sont importantes pour l'industrie. Ces résines sont appelées « résines de réaction » (de). Un exemple sont les acrylates de durcissement photo-amorcés, où la polymérisation radicalaire se produit par la lumière UV ou visible. Les époxys, quant à eux, durcissent par polyaddition, également sans se séparer.
Les composés de moulage durcissables sont principalement des composés fluides qui sont transformés en pièces moulées et en produits semi-finis dans un processus de thermoformage avec un durcissement irréversible immédiatement ultérieur à température élevée. Ici, des pressions élevées sont souvent nécessaires pour remplir complètement le moule. La résine synthétique est souvent traitée en utilisant le processus de coulée. Ici, la résine de coulée (en) est coulée dans une forme réutilisable ou perdue (de).

### Histoire
- 1902 : Mise au point de la première résine synthétique techniquement utilisable (Carl Heinrich Meyer) : résine phénol-formaldéhyde (« Laccaïn »), substitut de la gomme-laque.
- 1907 : « Brevet chaleur et pression » par Leo Hendrik Baekeland : durcissement des résines phénoliques : premiers plastiques thermodurcissables (Bakélite).
- 1910 : Brevet pour le Dr Kurt Albert et le Dr Ludwig Berend pour la première résine de peinture synthétique soluble dans l'huile à base de phénols et de formaldéhyde (« Albertole »), voir aussi la peinture automobile (en).
- À ce jour : création de nombreux types de résines synthétiques et modification des propriétés.

### Subdivisions chimiques
- Résines phénoliques (résine phénol-formaldéhyde, résine PF)
  - Production : polycondensation de formaldéhyde et de phénol
  - Utilisation : boîtiers d'appareils électriques (entre-deux-guerres) ; bon isolant du courant électrique; encore largement utilisé aujourd'hui (échangeur d'ions)
- Aminoplastes : urée-formaldéhyde (résine UF), résine mélamine-formaldéhyde (résine MF)
  - Production : polycondensation de formaldéhyde avec de l'urée ou mélamine
- Résines époxy :
  - Production la plus importante : polyaddition et polycondensation de phénols polyhydriques et d'épichlorohydrine (avec alcali)
  - Utilisation comme résine de coulée ; matériau composite ; adhésif
- Résine polyester (résines UP)
  - Production à base de polyesters insaturés (avec d'autres composants plastiques comme le styrène)
  - Durcissement : par polymérisation radicalaire amorcée par un peroxyde
  - Application : laques, résines de coulée ; renforcement de la résistance par des additifs en fibre de verre, procédé de revêtement de canalisations (réhabilitation d'égouts)
- Résines de polyester (polyesters saturés)
  - Production avant tout de blocs de construction saturés avec un excès d'hydroxy/carboxy
  - Application : peintures, liquides ou en poudre
  - Durcissement : réticulation avec des mélamines, des isocyanates ou des époxydes
- Résines synthétiques type ABS (acrylonitrile butadiène styrène)
  - Mélange de résine et d'élastomère
  - Monomères de base : acrylonitrile, 1,3-butadiène, styrène
  - Propriétés importantes : solidité, résistance aux chocs et dureté de surface

Autres exemples
- Polyacrylate
- Résines alkyde, de polyuréthane, polyamide, de vinylester, furanique (en)

### Utilisation
En raison du grand nombre de types de résine différents, il existe un large éventail d'applications. Les utilisations typiques sont pour les colles, les adhésifs, les peintures, mais aussi pour la production de pièces moulées.
Les résines sont utilisées dans les domaines d'application suivants, entre autres :
- en tant que composant de résines de coulée (en) ;
- pour la production d'adhésifs ;
- pour la production de mousses de caoutchouc (en) ;
- comme résines d'imprégnation (par exemple pour les moteurs électriques) ;
- pour la production de composites fibre-plastique (plastique à renfort de verre (GRP), plastique renforcé de fibres de carbone (CFRP), etc.) ;
- pour la production de matériaux en fibre de bois (en) ;
- pour encapsuler des circuits intégrés avec des composés de moulage durcissables ;
- dans les peintures et revêtements ;
- en tant que composant du béton polymère ;
- pour l'élévation de bâtiments et d'étages par injection dans le sous-sol, par exemple après règlement ;
- pour sécuriser les structures géologiques en enlevant la peinture[Quoi ?] ;
- pour la fabrication de prothèses dentaires ;
- pour la fabrication d'injectables.